# Enrique Dueñas
Enrique Dueñas Zaballa (1887-1949) fue un  político español. Perteneció al Partido Socialista Obrero Español y fue miembro del primer gobierno autónomo del País Vasco en el que desempeñó el cargo de Consejero de Seguridad Social entre 1946 y 1949. 

## Biografía
Enrique Dueñas nació en Bilbao Vizcaya en el País Vasco en España en 1887. Fue empleado en el ayuntamiento de Bilbao y se afilió a la Unión General de Trabajadores y luego al PSOE a raíz de la persecución que se dio por la los sucesos de la llamada revolución de octubre de 1934.  Tras el intento de golpe de Estado de julio de 1936 se integra en la Consejería de Defensa de la Junta de Defensa de Vizcaya y en el departamento de Defensa y Asistencia Social. 
Tras la caída de Bilbao se traslada a Barcelona y en 1938 es nombrado secretario general de la Consejería de Asistencia Social que dirige el también socialista Juan Gracia Colás. Al final de la guerra se exilia en Francia donde permanece hasta 1941 cuando regresa a Bilbao. Tras ser detenido en varias ocasiones vuelve a Francia y en 1946 se nombrado Consejero del Seguridad Social en el Gobierno Vasco en el exílio, cargo ostentó que hasta su muerte en 1949.
- Datos: Q96624666